# (77) Frigga
(77) Frigga es un asteroide que forma parte del cinturón de asteroides y fue descubierto por Christian Heinrich Friedrich Peters el 12 de noviembre de 1862 desde el observatorio Litchfield de Clinton, Estados Unidos.
Está nombrado por Frigg, una diosa de la mitología nórdica.

## Características orbitales
Frigga está situado a una distancia media del Sol de 2,67 ua, pudiendo acercarse hasta 2,321 ua. Su inclinación orbital es 2,429° y la excentricidad 0,1307. Emplea en completar una órbita alrededor del Sol 1593 días.